# جیمز آر. تیلور
جیمز رنویک تیلور (زادهٔ ۱۹۲۸)، گاهی اوقات با جیم تیلور شناخته می‌شود، یک دانشگاهی کانادایی و استاد برجسته در بخش ارتباطات دانشگاه مونترئال است، که در اوایل دهه ۱۹۷۰ با همکاری آنه میر(Annie Méar)و آندره اچ کارون(André H. Caron Ed.D) تأسیس کرد.

## زندگی‌نامه
تیلور در سال ۱۹۲۸ متولد شد، لیسانس و کارشناسی ارشد خود را از دانشگاه مونت آلیسون در ساکویل، نیوبرانزویک در سال ۱۹۴۹ و ۱۹۵۰ دریافت کرد. سال بعد در انگلیس، مدرک بدون دفاع از پایان‌نامه خود را در رشته ادبیات از دانشگاه لندن دریافت کرد. بعداً در سال ۱۹۷۸ دکترای خود را در رشته ارتباطات از دانشگاه پنسیلوانیا دریافت کرد.
در بازگشت به کانادا تیلور کار خود را به عنوان تهیه‌کننده رادیو و تلویزیون در شرکت پخش رادیو و تلویزیون کانادا در اتاوا در سال ۱۹۵۶ آغاز کرد، جایی که در سال ۱۹۶۳ به عنوان ناظر منطقه ای را کسب کرد. در سال ۱۹۶۶ وی در دانشگاه پنسیلوانیا به عنوان مدرس و مدیر آزمایشگاه تلویزیون شروع به کار کرد. در سال ۱۹۷۰ وی به دانشگاه مونترال نقل مکان کرد، و در آنجا به عنوان استاد بخش تازه تأسیس ارتباطات منصوب شد. در سال ۱۹۹۹ بازنشسته شد و به عنوان استاد برجسته لقب گرفت. در دهه ۱۹۸۰ وی همچنین مشاور برنامه‌ریزی در اداره ارتباطات کانادا در اوتاوا و عضو هیئت مدیره مرکز تحقیقات اتوماسیون محل کار کانادا (CWARC)، بعداً مرکز نوآوری فناوری اطلاعات (CITI) بود.

## کار کردن
با تکیه بر تحقیقات در حوزه‌هایی مانند روانشناسی سازمانی (کارل ای. ویک)، روش‌شناسی قومی(هارولد گارفینکل، دیردر بودن)، پدیدارشناسی (آلفرد شووتس) و ذهنیت جمعی (ادوین هاچینز)، تیلور یک نظریه نوین ارتباطات سازمانی را ایجاد کرد، او پیشنهاد داد که ارتباطات «محل و ظاهر» سازمان‌ها است، به جای اینکه ارتباطات را پدیده ای که در سازمانهای قبلی وجود داشته مدنظر قرار بدهد. وی برای درک فرایندهایی که در آن سازمان‌ها و نقش‌های سازمانی بوجود می آیند و حفظ می‌شوند، از تعامل و تحلیل مکالمه استفاده می‌کند.
خط فکری آغاز شده توسط جیمز تیلور به عنوان «مکتب مونترال» از ارتباطات سازمانی شناخته می‌شود، گاهی اوقات به عنوان تی ام اس(TMS) نیز شناخته می‌شود، و توسط نویسندگانی مانند هاریدیموس تسوکاس، لیندا پوتنام، کارل ای به عنوان یک نظریه اصلی شناخته شده‌است. ویک، باربارا سزارنیاوسکا

## کتابشناسی منتخب
- Cooren, F. ، JR Taylor, and EJ Van Every (Eds.) (2006). ارتباطات به عنوان سازماندهی: کاوشهای تجربی و نظری در پویایی متن و مکالمه. ماهوا، نیوجرسی: همکاران لارنس ارلباوم.
- Taylor, JR & EJ Van Every (2000). The Emergent Organization: ارتباطات به عنوان سایت و سطح آن است. ماهوا، نیوجرسی: همکاران لارنس ارلباوم.
- Taylor, JR (1993) بازاندیشی نظریه ارتباطات سازمانی: نحوه خواندن یک سازمان نوروود، نیوجرسی: انتشارات Ablex.
- Taylor, JR & EJ Van Every (1993) قلعه آسیب‌پذیر: سازمان و مدیریت بوروکراتیک در عصر اطلاعات. تورنتو: انتشارات دانشگاه تورنتو.
- تیلور، JR ; C. Groleau; L. Heaton & EJ Van Every (2001). رایانه سازی کار: یک دیدگاه ارتباطی. هزار اوکس، کالیفرنیا: سیج.